# AN/ALQ-165

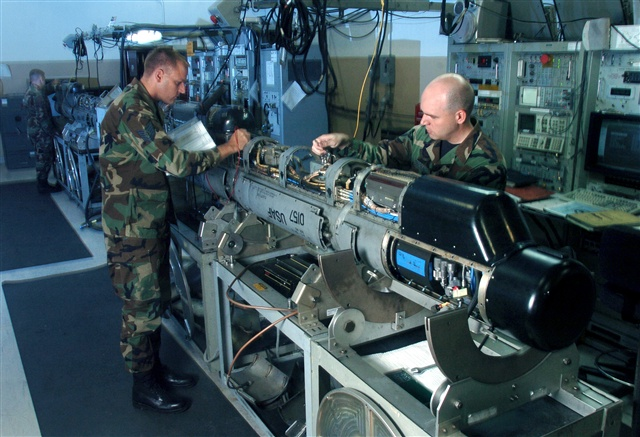
USAF-Mitarbeiter warten ein ALQ-165-Störsystem

Das AN/ALQ-165 (JETDS-Bezeichnung) ist ein luftgestütztes System für Elektronische Gegenmaßnahmen auf kurze bis mittlere Entfernung. Es wird von den US-Konzernen Northrop Grumman und ITT produziert.

## Beschreibung
Das ALQ-165, auch als „Airborne Self Protection Jammer“ (ASPJ) bezeichnet, wurde ab 1979 entwickelt und erreichte 1989 den Vorserienstatus. Trotz schwerwiegender Mängel, die während der Tests festgestellt wurden, kam es zur Auslieferung von rund 100 Systemen, bevor das Programm vorläufig eingestellt wurde. Nach dem Kosovokrieg stellte sich jedoch heraus, dass das ALQ-165 besser gearbeitet hatte als erwartet. Nach diversen Nachtests wurde es schließlich 1996 intern auf den F-14D Tomcat und F/A-18C/D Hornet der US Navy eingebaut. Auch die Schweiz, Finnland und Südkorea haben das System in jüngerer Vergangenheit beschafft.
Das ALQ-165 wurde entworfen, um radargesteuerte Lenkwaffen aller Art zu stören. Die Leistung reicht jedoch nicht aus, um starke Such- oder Feuerleitradare auf große Entfernungen zu stören. Das System kann sowohl intern als auch extern in einem Behälter untergebracht werden und ist modular aufgebaut. Es kann zwar autonom arbeiten, jedoch wird die Effizienz durch eine Verbindung zu den Radarwarnanlagen des Trägerflugzeuges maßgeblich erhöht. Die Stückkosten belaufen sich auf ca. 1 Mio. US-Dollar.
Im Einsatz hat das ALQ-165 trotz schlechter Testergebnisse zumeist zufriedenstellend und zuverlässig gearbeitet. Die Systeme befanden sich mehr als 50.000 Stunden über dem Balkan und Nahen Osten im Einsatz.

## Plattformen
- F-14D Tomcat
- F-16 Fighting Falcon
- F/A-18C/D Hornet
- AV-8B Harrier II

## Technische Daten
- Volumen: 0,06 m³
- Gewicht: 91–150 kg
- Frequenzbereich: 2–18 GHz